# Anadenanthera colubrina
Anadenanthera colubrina (Vell.) Brenan, 1955 è un albero della famiglia delle  Fabaceae, diffuso in Sud America.

## Descrizione
Si presenta come un albero dal tronco spinoso, che può raggiungere i 20 metri di altezza in climi tropicali o subtropicali.
Le foglie ricordano quelle della mimosa, mentre i fiori hanno una forma sferica con colori variabili dal bianco al giallo pallido.

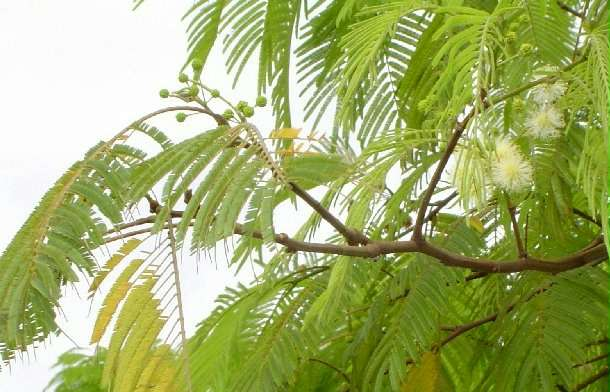
Foglie e fiori
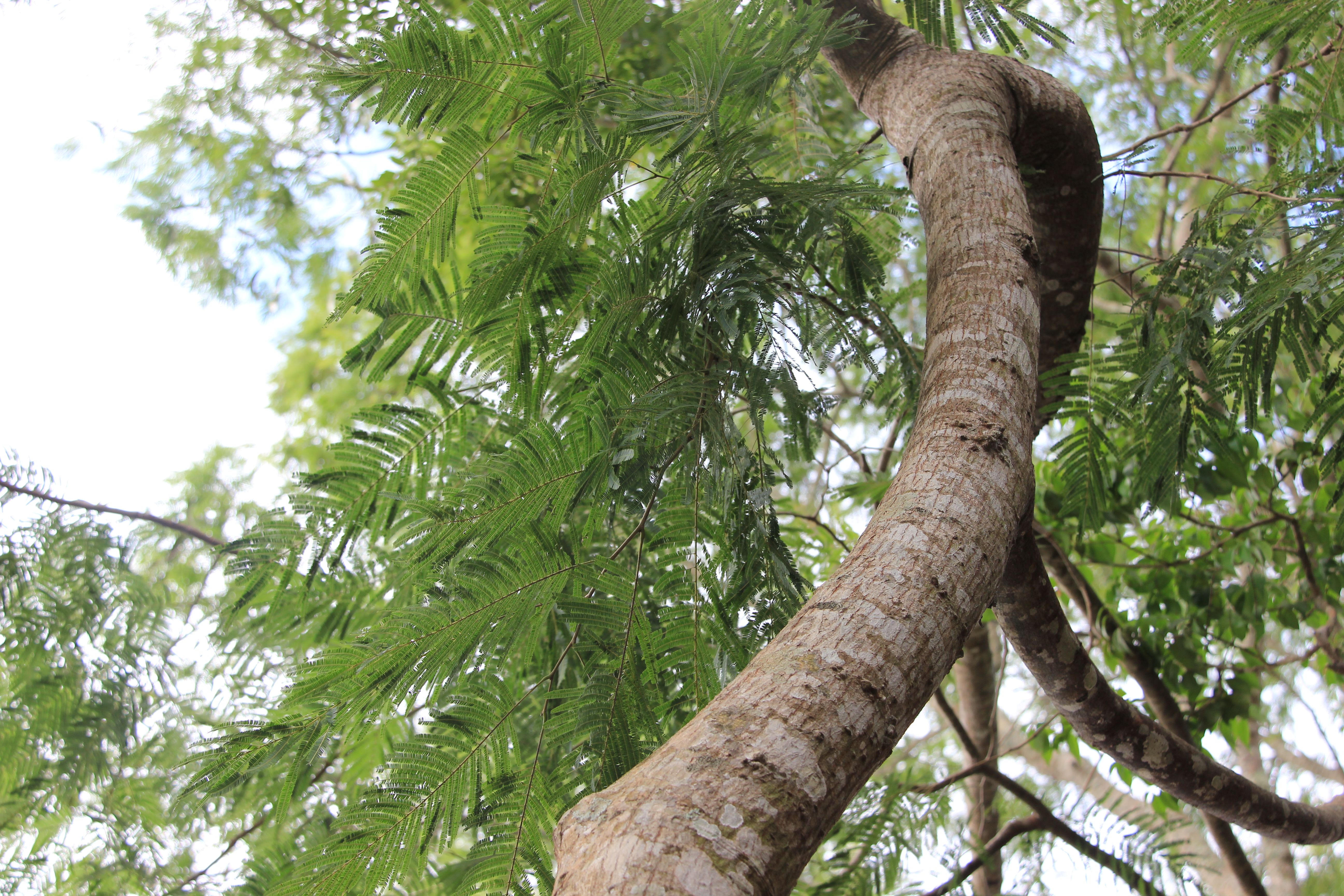
Tronco

## Distribuzione e habitat
La specie è presente in Argentina, Bolivia, Brasile, Ecuador, Paraguay e Perù.

## Tassonomia
Comprende le seguenti varietà:
- Anadenanthera colubrina var. colubrina
- Anadenanthera colubrina var. cebil (Griseb.) Altschul
- Anadenanthera colubrina var. glabra O.G.Martínez & D.E.Prado

## Usi
Gli alberi del genere Anadenanthera sono noti sin dall'antichità per le loro proprietà allucinogene. In molti reperti del sud America viene raffigurato questo albero. 
Fra le popolazioni del sud America i semi di questa pianta vengono tostati, finemente tritati ed inalati, inducendo uno stato di trance e di visioni.

## Biochimica
La pianta contiene gli alcaloidi dimetiltriptamina, bufotenina e 5-MeO-DMT.